# IC 2270
IC 2270 је двојна звијезда у сазвјежђу Рак која се налази на листи објеката дубоког неба у Индекс каталогу.
Деклинација објекта је + 19° 5' 52" а ректасцензија 8h 18m 0,4s.